# Vogtland Panorama Weg
Der Vogtland Panorama Weg (Eigenschreibweise) ist ein 228 Kilometer langer Rundwanderweg, der überwiegend im Vogtlandkreis verläuft. Der Wanderweg wurde 2005 als erster ostdeutscher Wanderweg mit dem Gütesiegel „Qualitätsweg Wanderbares Deutschland“ vom Deutschen Wanderverband ausgezeichnet. 2008 wurde die Zertifizierung erneuert.
Der Weg ist gekennzeichnet durch 280 Landschaftswechsel und 82 Panorama-Aussichten, die dem Wanderweg den Namen gaben. Der Name „Vogtland Panorama Weg“ wurde als eingetragene Marke geschützt.

## Verlauf
Der Wanderweg ist grob in 12 Etappen eingeteilt worden, die jedoch nur als Vorschlag für Wanderungen gelten sollen. Durch das enge Wegenetz im Vogtland sind Abstecher jederzeit möglich.

### 1. Etappe: Göltzschtalbrücke – Greiz – Jocketa
| Zusammenfassung Etappe 1 | Zusammenfassung Etappe 1 |
| ------------------------ | ------------------------ |
| Startort:                | Göltzschtalbrücke        |
| Zielort:                 | Jocketa                  |
| Länge:                   | 26 km                    |
| Markierung               | ,                        |

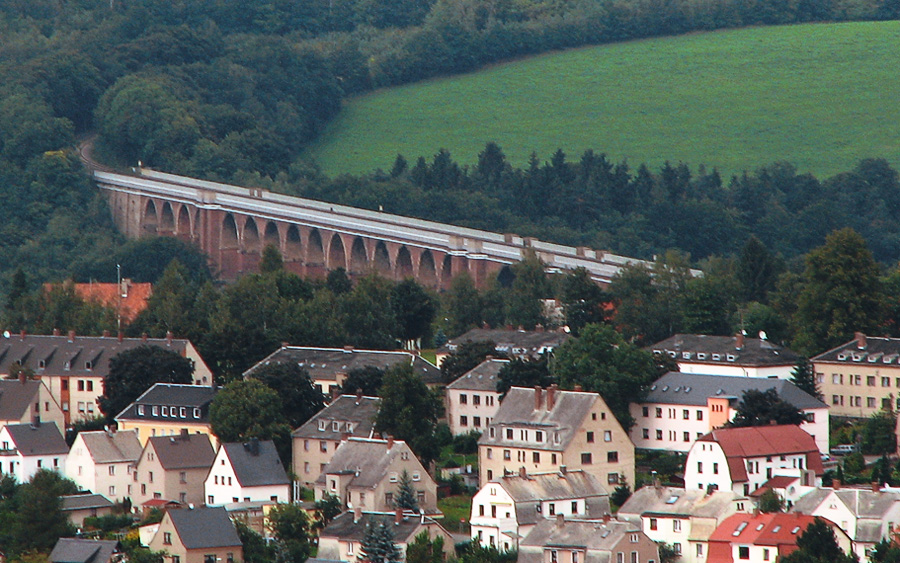
Die Göltzschtalbrücke vom Kuhberg aus gesehen.

Die erste Etappe beginnt an der Göltzschtalbrücke, der mit 574 Metern Länge und 78 Metern Höhe, größten Ziegelbrücke der Welt. Der Weg führt kurz bergan und anschließend wieder talwärts ins Friesenbachtal. Entlang der Göltzsch verläuft der Weg über den Köhlersteig in Richtung Greiz bis zur Mündung der Göltzsch in die Weiße Elster. Hier wird der tiefste Punkt des Vogtland Panorama Weges erreicht (263 m). Nachdem der Weg die Göltzsch überquert hat, führt er steil bergan über Kleingera und auf dem Leichenweg nach Coschütz und weiter zum Kriebelstein, einem 407 Meter hohen Berg nahe der Stadt Elsterberg. Hier bietet sich ein Abstecher zur Burgruine an. Vom Kriebelstein aus verläuft der Weg weitestgehend im Elstertal, das flussaufwärts auf der östlichen Seite begangen wird.
Nachdem das Landschaftsschutzgebiet Steinigt durchquert wurde, führt der Weg vorbei an der Rentzschmühle und der Burgruine Liebau zur Barthmühle. Unweit davon befindet sich die Elstertalbrücke, die „kleine Schwester“ der Göltzschtalbrücke, unter der der Weg hindurch führt. Nachdem sowohl die Gleise der Elstertalbahn als auch die Trieb überquert wurden, beginnt der letzte Anstieg nach Jocketa, dem Ziel der ersten Etappe. Von hier ist noch ein Abstecher zur Talsperre Pöhl möglich.
Sehenswürdigkeiten entlang der Strecke
- Göltzschtalbrücke
- Köhlerspitze, Aussichtspunkt
- Alte Papierfabrik Greiz, Kulturzentrum
- Burgruine Liebau
- Elstertalbrücke
- Talsperre Pöhl

Abstecher
- Oberes Schloss in Greiz
- Unteres Schloss in Greiz
- Marienkirche Greiz
- Schlossruine Elsterberg

### 2. Etappe: Jocketa – Plauen/Syrau – Zwoschwitz
| Zusammenfassung Etappe 2 | Zusammenfassung Etappe 2 |
| ------------------------ | ------------------------ |
| Startort:                | Jocketa                  |
| Zielort:                 | Zwoschwitz               |
| Länge:                   | 10 / 16 km               |
| Markierung               | ,                        |

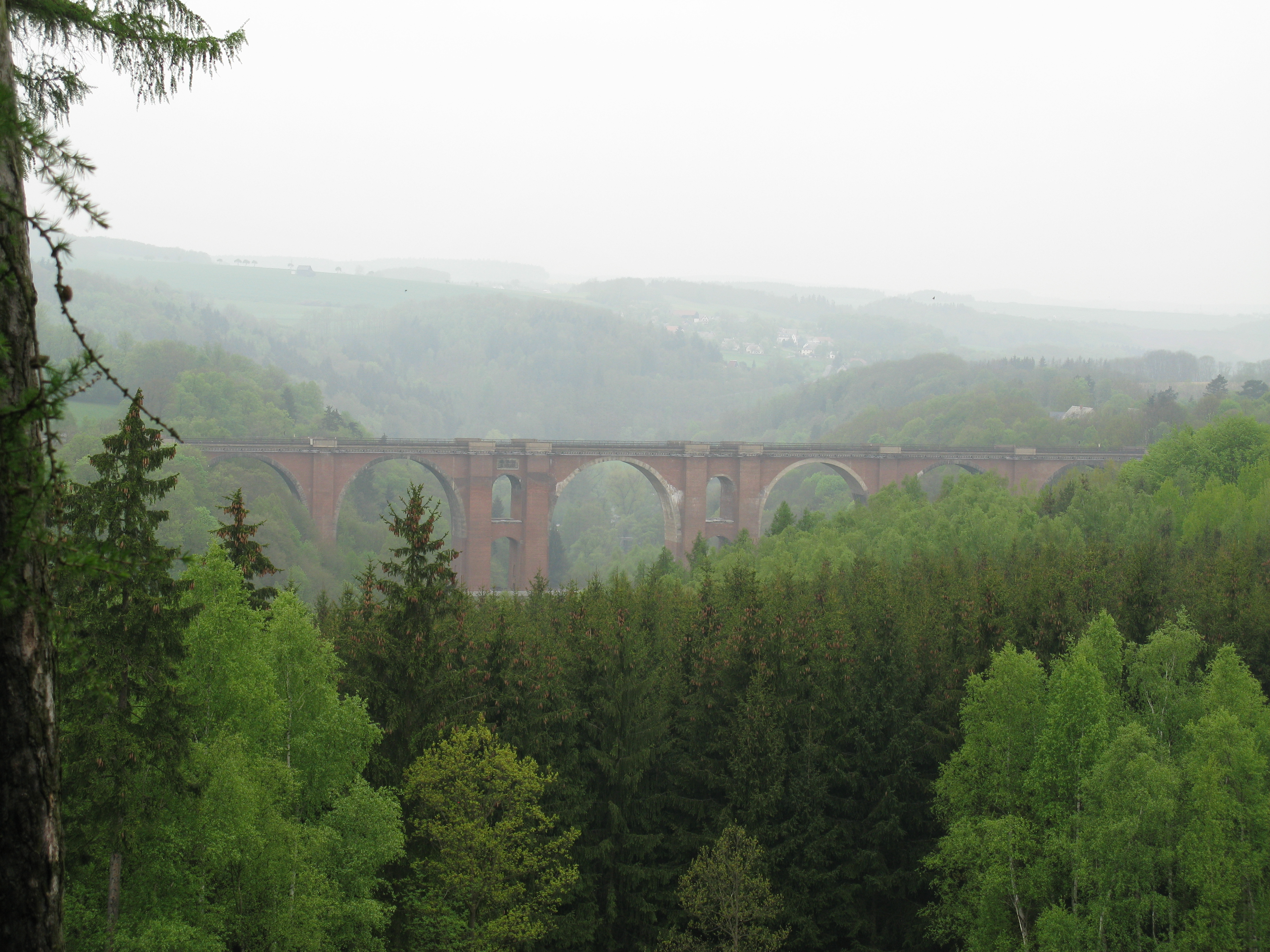
Die Elstertalbrücke vom Eisenberg aus gesehen

Am Bahnhof Jocketa beginnt die zweite Etappe des Vogtland Panorama Weges. Von hier aus führt der Weg über die Elstertalbrücke, die in der ersten Etappe unterquert wurde. Auf der westlichen Seite der Weißen Elster verläuft der Weg weiter zur Teufelskanzel, einem markanten Felsen. Von dort führt der Weg durch das Nymphental zur Pfaffenmühle. Auch ein Abstecher zum Lochbauer, einem Dreiseithof von 1648 ist möglich. Von der Pfaffenmühle aus durchquert der Weg den Plauener Stadtwald und den nördlichen Stadtteil Haselbrunn der Stadt Plauen, vorbei am  Vogtlandstadion. Der Weg führt an der Haltestelle Am Stadtwald der Straßenbahn Plauen vorbei, von wo aus sich ein Abstecher in die Innenstadt anbietet. Der Vogtland Panorama Weg folgt von Haselbrunn aus in Teilen dem Paul-Schulz-Lehrpfad und führt vorbei an der Holzmühle nach Zwoschwitz. Diese Etappe ist die kürzeste der zwölf vorgeschlagenen Etappen.
Eine längere Alternativroute führt von der Pfaffenmühle über den „Pfarrweg“ nach Jößnitz und von dort auf dem „Mühlweg“ nach Syrau. Dort können die „Syrauer Windmühle“ auf der Drachenburg (487 m) und die Drachenhöhle besichtigt werden. Anschließend verläuft der Weg durch das Naturschutzgebiet „Kauschwitzer Heide“ nach Zwoschwitz.
Sehenswürdigkeiten entlang der Strecke
- Elstertalbrücke, die zweitgrößte Ziegelbrücke der Welt
- Lochbauerhof, ein Dreiseithof von 1648
- Vogtlandstadion
- Johanniskirche Plauen
- Alte Elsterbrücke in Plauen, eine der ältesten Brücken Europas
- Friedensbrücke in Plauen, Brücke mit einem der weltweit größten steinernen Brückenbögen
- Altes Rathaus Plauen
- Fachwerkbauten, alte Bauernhäuser und Umgebindehaus in Jößnitz
- Syrauer Windmühle, eine Turmholländermühle
- Drachenhöhle Syrau, die einzige natürliche Tropfsteinhöhle Sachsens
- Kapelle Kauschwitz, eine Rundkapelle entstanden aus einem mittelalterlichen Wehrturm

### 3. Etappe: Zwoschwitz – Weischlitz – Oelsnitz
| Zusammenfassung Etappe 3 | Zusammenfassung Etappe 3 |
| ------------------------ | ------------------------ |
| Startort:                | Zwoschwitz               |
| Zielort:                 | Oelsnitz/Vogtl.          |
| Länge:                   | 28 km                    |
| Markierung               | ,                        |

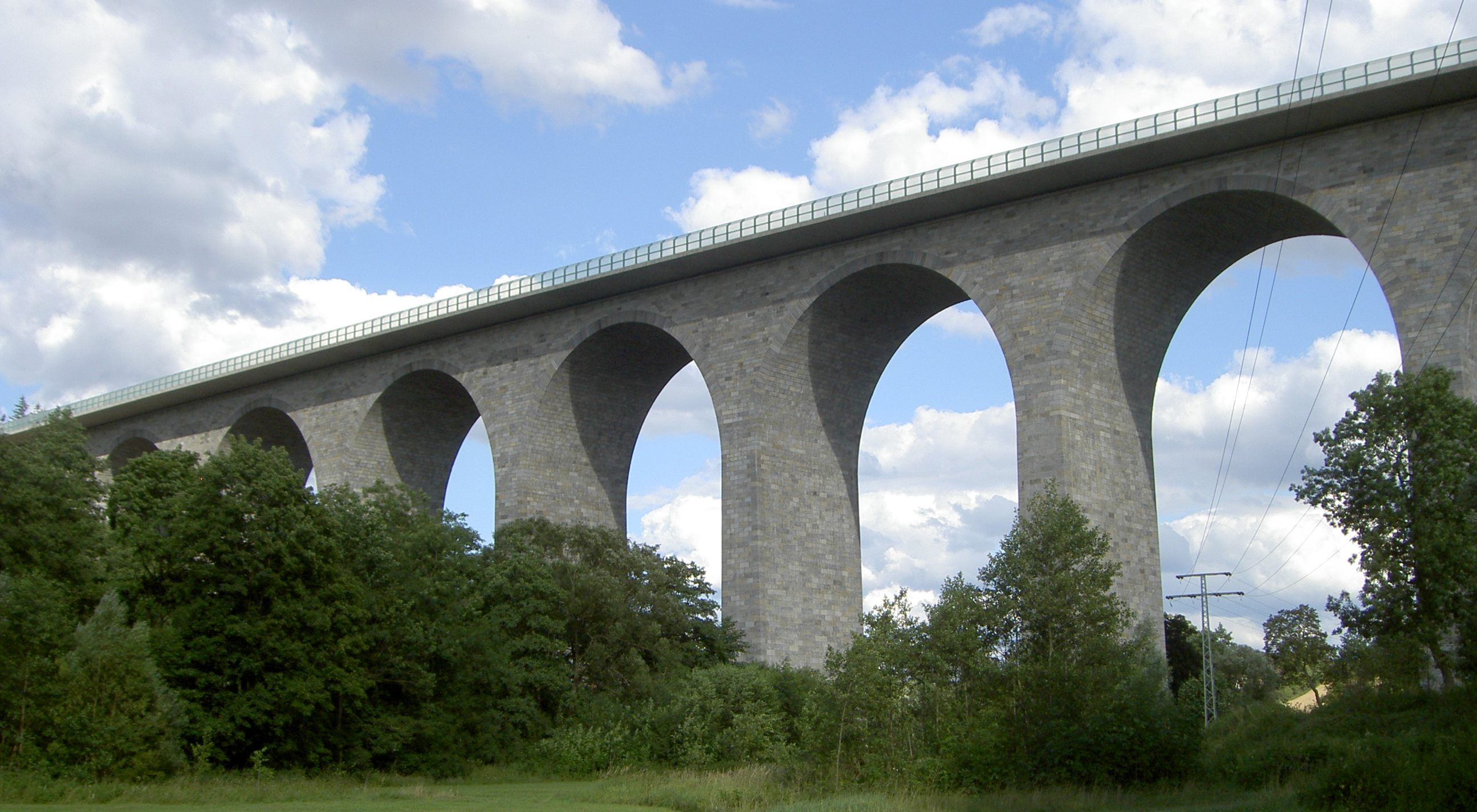
Die Autobahnbrücke bei Pirk

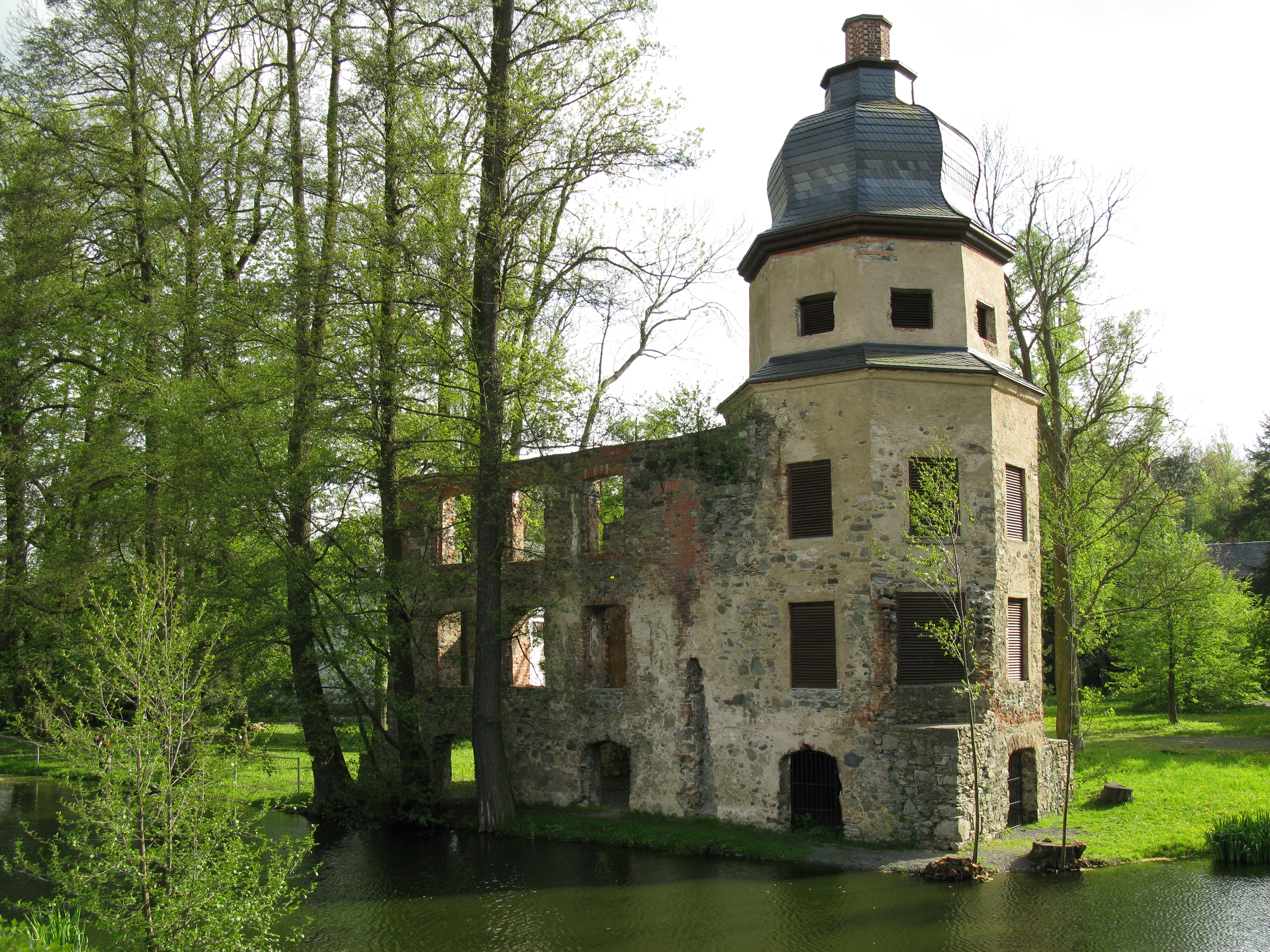
Das Wasserschloss Geilsdorf

Von Zwoschwitz führt der Vogtland Panorama Weg zum Warthübel (466 m) mit dem Wasserturm, von dort weiter durch das Naturschutzgebiet Großer Weidenteich und auf dem Schafweg nach Straßberg ins Tal der Weißen Elster. Diese wird überquert und der Weg verläuft weiter mit dem Partnerschaftsweg Plauen-Hof nach Kürbitz. Über den Pfarrberg (431 m) und den Weinberg (416 m), führt der Wanderweg weiter nach Weischlitz. Dort wird wieder die Weiße Elster überquert und der Weg folgt dem Flusslauf und der Elstertalbahn bis zum Lannekhaus. Der Weg schlägt nun einen Haken nach Geilsdorf und kehrt dann wieder zurück ins Tal der Weißen Elster, zur Pirkmühle. Nach Unterquerung der Pirker Autobahnbrücke führt er weiter nach Türbel und über den Hohen Kulm(515 m) ins Triebeltal. Nachdem der Triebelbach überquert wurde, wendet sich der Weg Richtung Schönbrunn, wobei er den Glockenhübel (465 m) und den Bauersberg (517 m) passiert. Von Schönbrunn aus verläuft der Vogtland Panorama Weg gemeinsam mit dem Vogtlandweg bis zum Steinpöhl (519 m) und von da nördlich, vorbei an einem Tagebau nach Lauterbach. Das letzte Stück der Etappe verläuft durch Wiesen und Gartenanlagen bis in den Ortskern von Oelsnitz. Von Oelsnitz aus ist auch ein Abstecher zur Talsperre Pirk möglich. Diese Etappe ist die längste der zwölf vorgeschlagenen Etappen.
Sehenswürdigkeiten entlang der Strecke
- Wasserturm Neundorf
- Naturdenkmal Steinerne Rose bei Straßberg, das kleinere Pendant zur Steinernen Rose bei Saalburg
- Evangelisch-lutherische Renaissancekirche zu Straßberg
- Salvatorkirche in Kürbitz, Kirche mit Flügelaltar aus dem frühen 16. Jahrhundert
- historische Elsterbrücke in Kürbitz, über 700 Jahre alte Steinbogenbrücke
- Wasserschloss Geilsdorf, Burgruine aus dem 17. Jahrhundert
- Autobahnbrücke Pirk, eine der größten Steinbogenbrücken Europas
- Grube „Ludwig vereinigt Feld“ und Huthaus bei Schönbrunn, ein ehemaliges Eisenerzbergwerk
- Naturdenkmal „Binge“, bei Schönbrunn, eine Pinge
- Schloss Voigtsberg in Oelsnitz, Burg aus dem 13. Jahrhundert
- St. Jakobi-Kirche in Oelsnitz
- Zoephelsches Haus in Oelsnitz, eines der ältesten Gebäude der Stadt
- Talsperre Pirk

### 4. Etappe: Oelsnitz – Bad Elster
| Zusammenfassung Etappe 4 | Zusammenfassung Etappe 4 |
| ------------------------ | ------------------------ |
| Startort:                | Oelsnitz/Vogtl.          |
| Zielort:                 | Bad Elster               |
| Länge:                   | 20 km                    |
| Markierung               | ,                        |

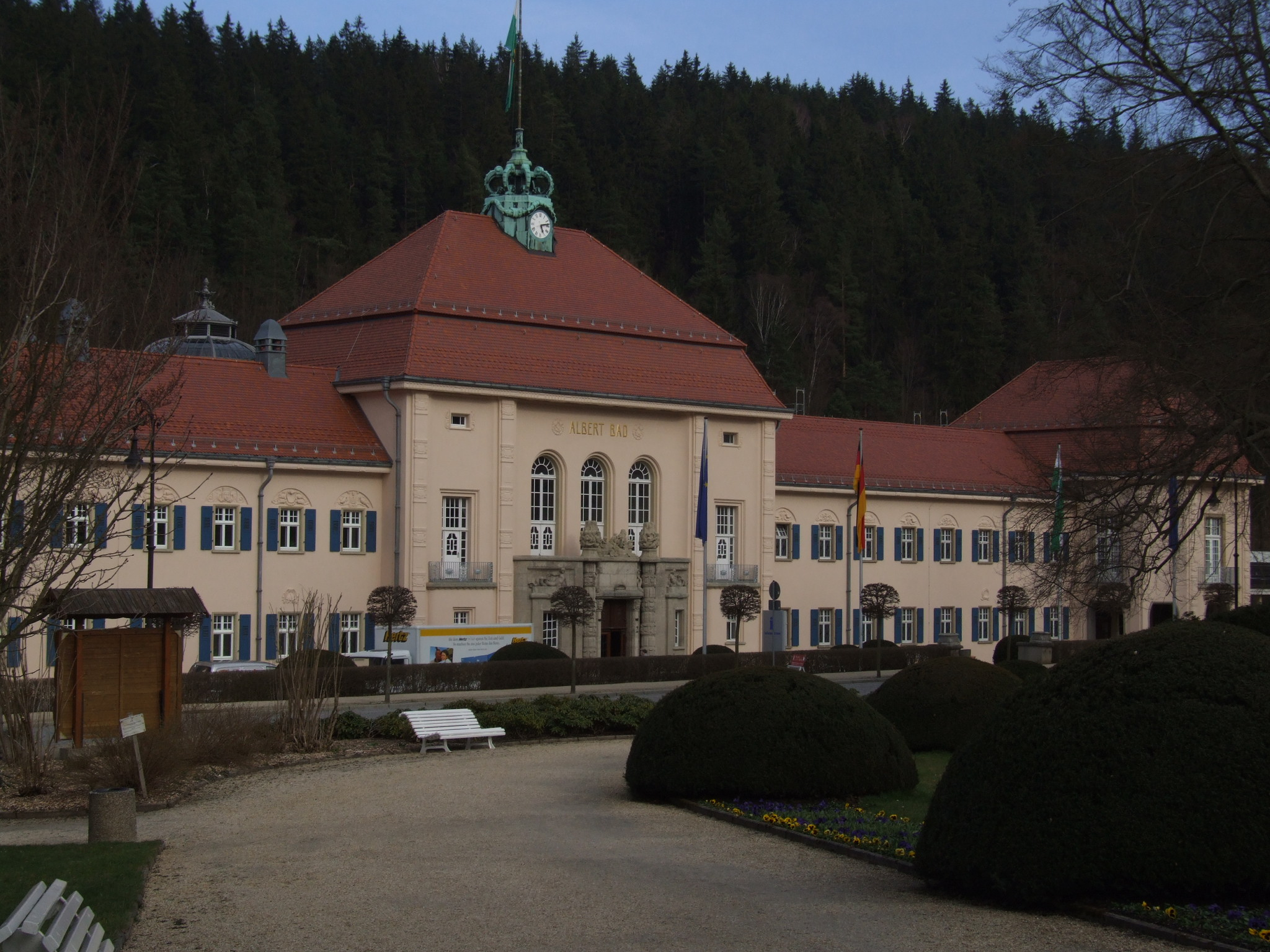
Das König-Albert-Bad in Bad Elster

Die vierte Etappe beginnt am Bahnhof Oelsnitz. Der Weg ist auf dieser Etappe identisch mit dem Vogtlandweg. Er führt parallel zur Bahn und zur Weißen Elster durch das Röhrholz nach Unterhermsgrün und weiter bis kurz vor Hundsgrün. Hier verläuft er bergan bis zum Hundshübel (538 m), an der Lochgutmühle  vorbei, über den Lochbach und durch den Wald bis zu einem Rastplatz, der eine Aussicht bis zum Wirtsberg und zum Vysoký kámen  (Hoher Stein) bietet. Anschließend führt der Weg durch das Tal des Tetterweinbachs bis zur Pelzmühle, überquert die ehemalige Bahnstrecke Hranice–Adorf und folgt kurz dem Wanderweg der Deutschen Einheit bis zum Alten Schloss, einer frühdeutschen Ringwallanlage. Von dort führt der Weg weiter, den Alten Schlossweg entlang zur Römerhütte und von dort ins Zentrum von Bad Elster.
Sehenswürdigkeiten entlang der Strecke
- Oelsnitzer Sehenswürdigkeiten (siehe Etappe 3)
- Altes Schloss, Ringwallanlage aus der Zeit um 1100
- Königliches Kurhaus in Bad Elster
- König-Albert-Bad in Bad Elster
- NaturTheater in Bad Elster, die älteste Freilichtbühne Sachsens
- St.-Trinitatis-Kirche in Bad Elster, neugotische Kirche mit Kunstschätzen aus dem 15. Jahrhundert
- Kursächsische Postmeilensäule Bad Elster
- Floratempel in Bad Elster
- „Elsterado“, Bade- und Saunalandschaft in Bad Elster

### 5. Etappe: Bad Elster – Bad Brambach
| Zusammenfassung Etappe 5 | Zusammenfassung Etappe 5 |
| ------------------------ | ------------------------ |
| Startort:                | Bad Elster               |
| Zielort:                 | Bad Brambach             |
| Länge:                   | 14 / 18 km               |
| Markierung               | ,                        |

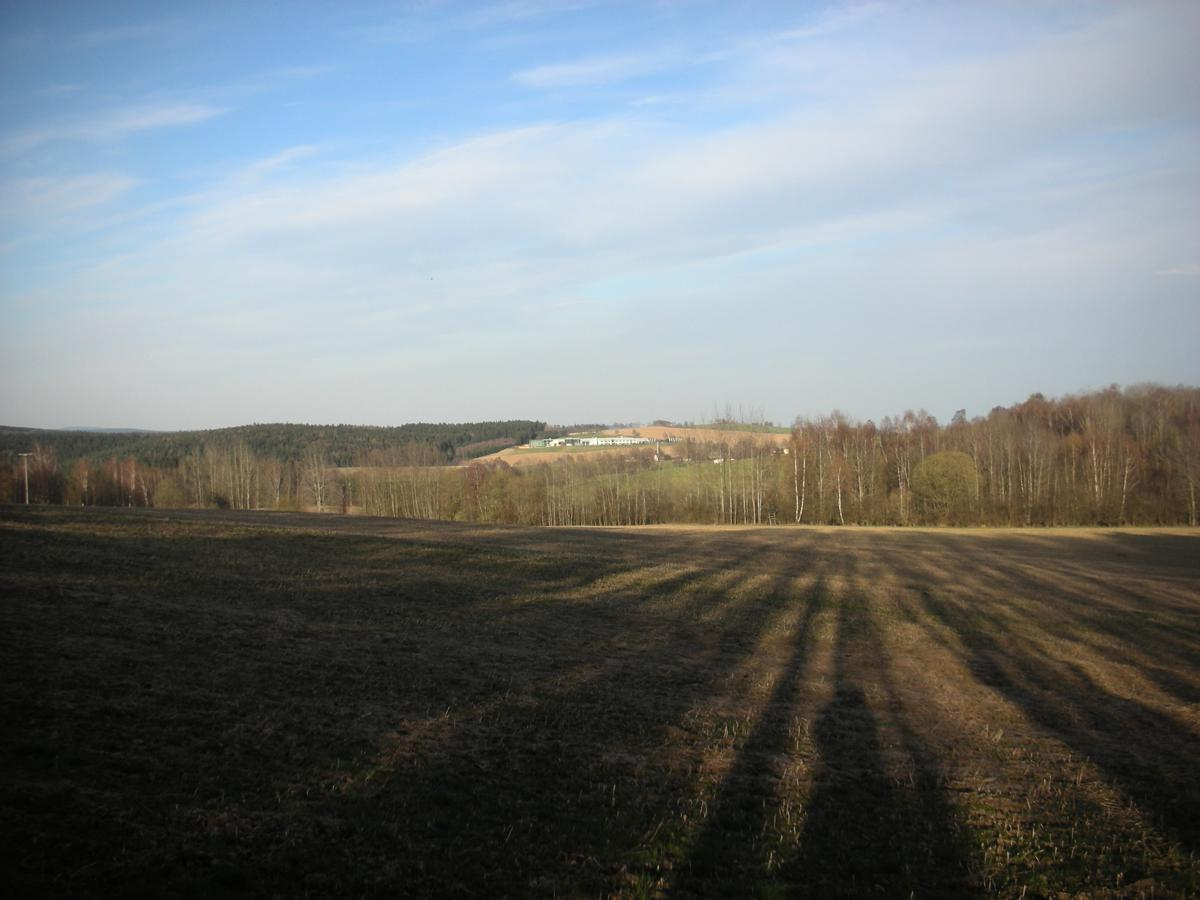
Blick in Oberbrambach zum Sprudelwerk

Vom Gondelteich in Bad Elster führt die fünfte Etappe durch den Kurpark und am Flora-Tempel vorbei zur Weißen Elster. Diese wird überquert und der Weg verläuft flussaufwärts bis zur Forstschänke und vorbei an einer über 500 Jahre alten Stieleiche bis zur Ascher Straße. Nach dem Überqueren der Straße führt der Weg an der  Bayernbuche vorbei, über den Rauner Kirchsteig in den denkmalgeschützten Ort Raun. Über die Orchideenwiese, vorbei an den Oberen Lohhäusern, durch den Rohrichwald gelangt man zum Abzweig Schimmel und schließlich nach Oberbrambach und von dort zur Schillerquelle in Bad Brambach.
Eine längere Variante führt über tschechischen Boden in die Gemeinde Aš. An der Forstschänke biegt der Weg ab nach Doubrava (Grün) und führt durch Kopaniny (Krugsreuth) zu einem Stausee und nach Überquerung des Damms steil bergauf zum Háj u Aše (Hainberg) (758 m). Von dort verläuft der Weg wieder talwärts nach Dolní Paseky (Niederreuth), anschließend nach Horní Paseky (Oberreuth) und schließlich zum Kurpark nach Bad Brambach.
Sehenswürdigkeiten entlang der Strecke
- Sehenswürdigkeiten in Bad Elster (siehe Etappe 4)
- Naturdenkmal Bayernbuche
- denkmalgeschützter Ort Raun mit
  - Kapelle von 1534
  - Fachwerkhäusern im Egerländer Stil
  - Umgebindehäusern
  - Umschrothäusern
- Orchideenwiese in Raun
- Herz-Jesu-Kirche in Kopaniny (Krugsreuth)
- Bismarckturm auf dem Háj u Aše (Hainberg)
- Kapelle in Horní Paseky (Oberreuth)
- Wettinquelle in Bad Brambach, die stärkste Radon-Trinkquelle der Welt
- Aquadon. Bade- und Saunalandschaft in Bad Brambach
- Festhalle in Bad Brambach, 1935 zum 1. Internationalen Ärztekongress eingeweiht
- Michaeliskirche in Bad Brambach
- Heimatmuseum Bad Brambach

### 6. Etappe: Bad Brambach – Kapellenberg – Bad Brambach
| Zusammenfassung Etappe 6 | Zusammenfassung Etappe 6 |
| ------------------------ | ------------------------ |
| Startort:                | Bad Brambach             |
| Zielort:                 | Bad Brambach             |
| Länge:                   | 14 / 20 km               |
| Markierung               | ,                        |

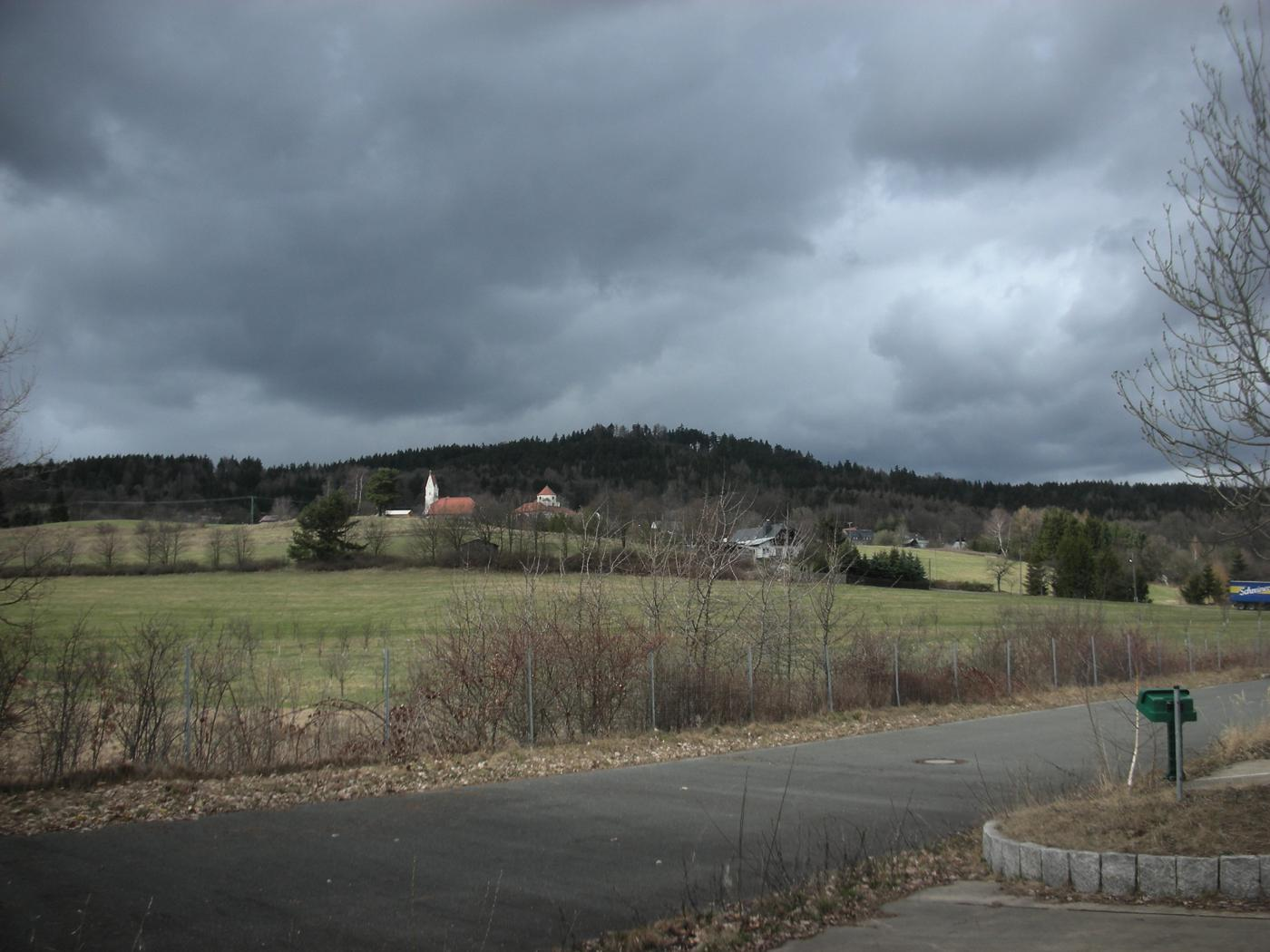
Blick auf Schönberg und zum Kapellenberg aus Richtung Grenzübergang

Die sechste Etappe ist die einzige, bei der Start- und Zielpunkt identisch sind. Von Bad Brambach aus führt der Vogtland Panorama Weg über die Bahnlinie hinweg ins Röthenbachtal, zum Rundbau des ehemaligen Waldcafés und bis nach Bärendorf. Von hier erfolgt der Aufstieg zum Kapellenberg (759 m). Der Weg verläuft wieder talwärts, vorbei am Schwarzen Teich bis zur Bundesstraße 92. Nach Überquerung der Bundesstraße führt der Wanderweg weiter bis zur tschechischen Grenze, wobei ein Abstecher zur Hahnenpfalz, einem 707 Meter hohen Berg, möglich ist. Entlang der Grenze verläuft der Weg durch den Brambacher Ortsteil Forst bis zurück ins Zentrum von Bad Brambach.
Eine längere Alternativroute führt vom Kapellenberg über einen Lehrpfad und die Alte Schönberger Straße nach Schönberg. Dort verläuft der Weg am Schloss Schönberg, über die Bundesstraße 92 und die Bahnlinie bis zum Großen Teich. Von dort führt der Weg im Zickzack zur tschechischen Grenze, bis er wieder auf den Vogtland Panorama Weg trifft.
Sehenswürdigkeiten entlang der Strecke
- Sehenswürdigkeiten in Bad Brambach (siehe Etappe 5)
- Duell-Denkmal im Röthenbachtal, Denkmal zur Erinnerung an das Duell bei dem Philipp Sigismund von Schirnding zu Brambach, Wohlhausen etc. erstochen wurde
- Kapellenberg mit
  - Aussichtsturm
  - Ruine der Kapelle St. Ursula
  - Kulturdenkmal Alter Wall
- Schloss Schönberg, ein ehemaliger Sitz der Herren von Reitzenstein

### 7. Etappe: Bad Brambach – Markneukirchen – Breitenfeld
| Zusammenfassung Etappe 7 | Zusammenfassung Etappe 7 |
| ------------------------ | ------------------------ |
| Startort:                | Bad Brambach             |
| Zielort:                 | Breitenfeld              |
| Länge:                   | 16 km                    |
| Markierung               | ,                        |

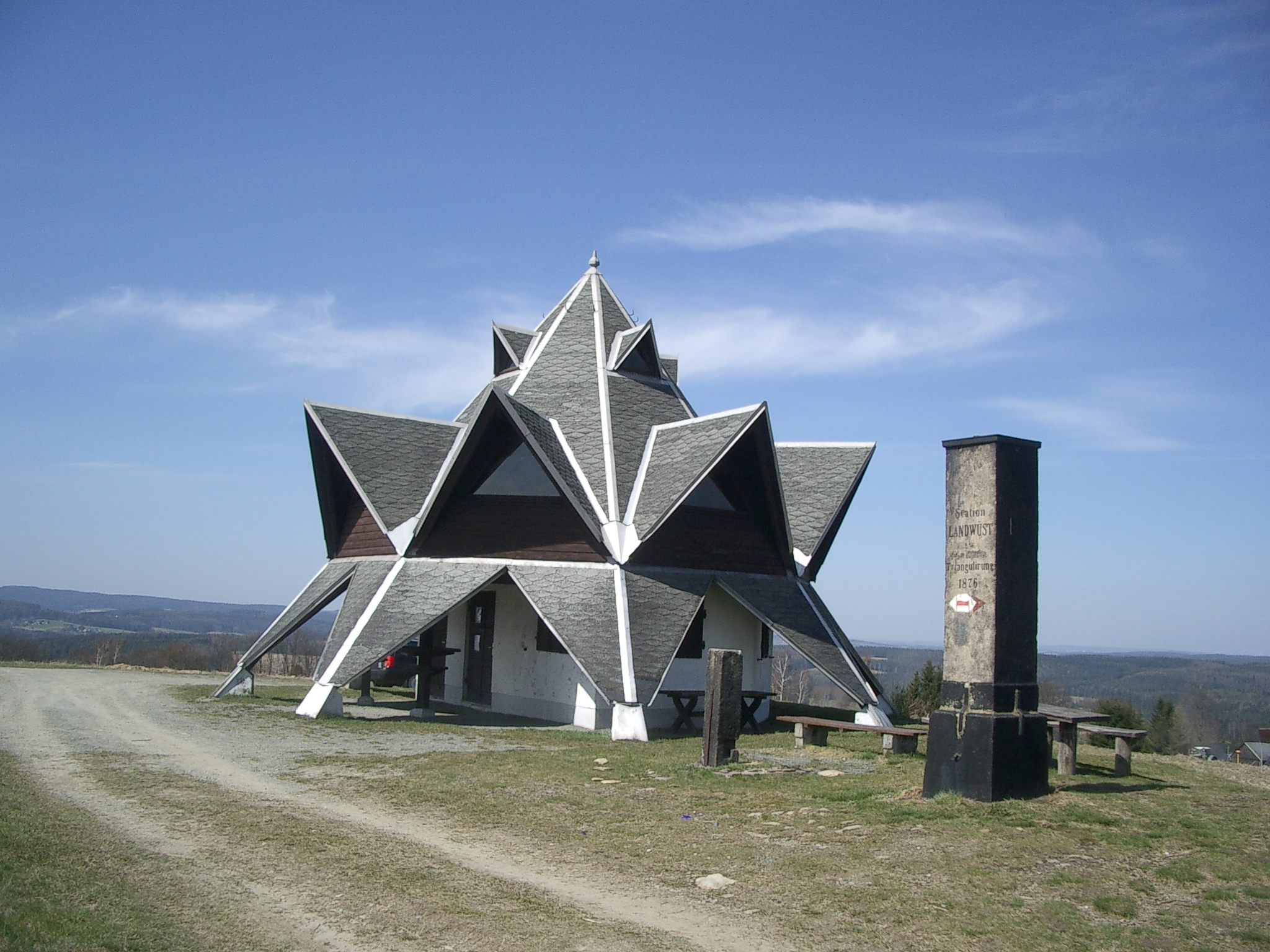
Aussichtsturm auf dem Wirtsberg bei Landwüst

Auch die siebente Etappe beginnt in Bad Brambach. Der Weg verläuft durch einen Hohlweg bis zum Galgenberg (637 m) in der Nähe der Stadt, hinter der Umgehungsstraße. Anschließend führt der Weg in den Saugrund an der tschechischen Grenze und dann entlang der Alten Egerer Poststraße über den Pfaffenberg (623 m) nach Rohrbach und weiter nach Landwüst. Es empfiehlt sich ein Abstecher zum Wirtsberg (664 m), von dem aus man bei gutem Wetter bis zum Erzgebirge mit Fichtelberg und Klínovec(Keilberg) und zu Schneeberg und Ochsenkopf im Fichtelgebirge sehen kann. Der Vogtland Panorama Weg folgt zunächst alten Mühlgräben, vorbei an Haarmühle und Holzmühle und führt dann durch den Wald, vorbei an der Schwedenschanze, einer alten Verteidigungsanlage wahrscheinlich aus dem Schmalkaldischen Krieg, bis zum Bismarckturm auf dem Oberen Berg in Markneukirchen. Ab hier gibt es zwei Varianten des Weges. Bei der ersten Variante folgt der Weg der Egerstraße zum Musikinstrumenten-Museum und weiter zur St.-Nicolai-Kirche und zum Lutherplatz. Von dort verläuft er durch Gartenanlagen, über die Umgehungsstraße und durch den Poetenwald weiter parallel zur Bahnstrecke Adorf–Schöneck, bis zur Braunmühle. Nach einem kurzen Stück auf der Straße endet die Etappe im Ortsteil Breitenfeld.
Die zweite Variante ab dem Oberen Berg führt von der Egerstraße nach Siebenbrunn, über die Hauptstraße und auf dem Mühlweg bis zu den Fischteichen am Gläsernen Bauernhof und schließlich zur Braunmühle. Von dort aus folgt der Weg wieder der ersten Variante.
Sehenswürdigkeiten entlang der Strecke
- Sehenswürdigkeiten in Bad Brambach (siehe Etappe 5)
- Viertelmeilenstein in Rohrbach
- Vogtländisches Freilichtmuseum Landwüst
- St.-Laurentius-Kirche in Landwüst
- Viertelmeilenstein und Ganzmeilenstein in Landwüst
- Aussichtsturm auf dem Wirtsberg bei Landwüst
- Bismarckturm auf dem Oberen Berg in Markneukirchen
- Musikinstrumenten-Museum Markneukirchen
- Framus-Museum in Markneukirchen, Museum zur Geschichte der gleichnamigen Firma
- Hüttels Musikwerk-Ausstellung im Ortsteil Wohlhausen, Ausstellung zu Mechanischen Musikautomaten
- St.-Nicolai-Kirche in Markneukirchen
- Gläserner Bauernhof im Ortsteil Siebenbrunn

### 8. Etappe: Breitenfeld – Erlbach/Landesgemeinde
| Zusammenfassung Etappe 8 | Zusammenfassung Etappe 8 |
| ------------------------ | ------------------------ |
| Startort:                | Breitenfeld              |
| Zielort:                 | Erlbach/Landesgemeinde   |
| Länge:                   | 18 km                    |
| Markierung               | ,                        |

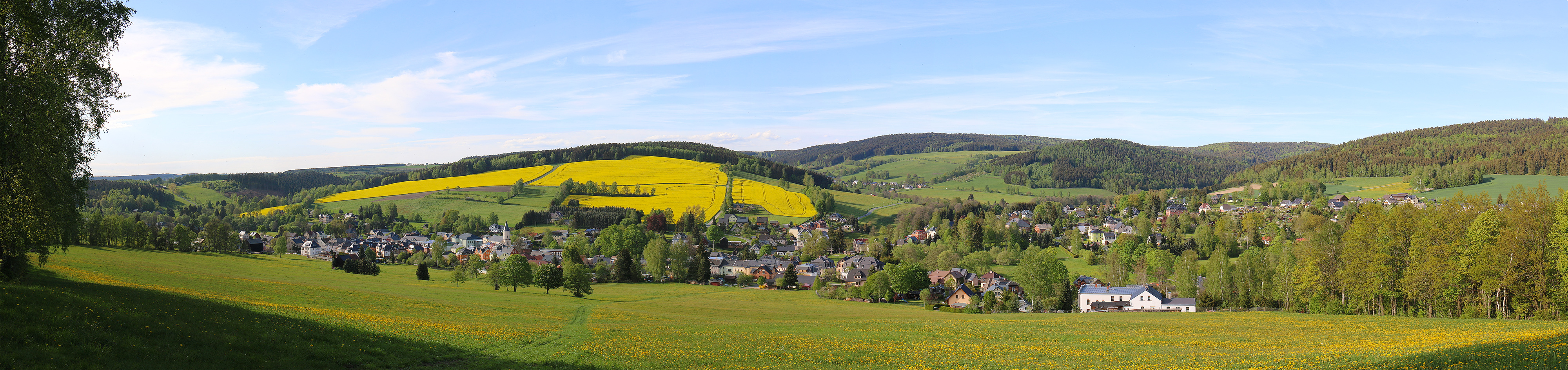
Panoramablick auf Erlbach/Vogtland

Von Breitenfeld führt der Weg zum Waldbad Breitenfeld und von dort bergauf, vorbei am Hirschmühlenteich und am Schwarzen Teich bis zur Siedlung Friebus. Der Vogtland Panorama Weg überquert die Bundesstraße 283 und verläuft durch den Wald zur Ferienhaussiedlung Zum Wacholderbusch und anschließend über die Spornreuth (653 m), eine ehemalige Richtstätte, nach Gopplasgrün. Von dort führt der Weg über den Erlbacher Bergweg nach Erlbach und durchquert den Ortskern. Von Erlbach folgt der Weg dem Fernwanderweg Eisenach-Budapest über den Galgenberg (641 m) und Pascherberg zum Schlosspenzel (651 m) nach Wernitzgrün. Auf dem Dockengrüner Weg führt der Weg an die tschechische Grenze, schlägt einen Haken und beschreibt an den Lochbachteichen vorbei einen Bogen um Eubabrunn. Durch den Wirtsgrund führt der Weg wieder an die Grenze, zum Juliusstein und über Vorderen und Hinteren Kegelberg (704 und 755 m) zur Tannenmühle. Am Vorderen Floßteich vorbei endet die Etappe schließlich im Ortsteil Landesgemeinde.
Ein empfehlenswerter Abstecher führt nach Schöneck. Ab dem Waldbad in Breitenfeld verläuft der Weg zunächst parallel zur Bahnstrecke Adorf–Schöneck bis nach Gunzen. Nach Durchquerung des Schönecker Ortsteils folgt der Weg dem bergbauhistorischen Wanderweg, über den Grünstein (686 m), vorbei an den Pingen Färberlöcher und Kroatenloch bis zum Zwotaer Kirchsteig. Dieser führt vorbei an der Eva-Buche und den Herrenteichen ins Zentrum von Schöneck zur Kirche und auf den Alten Söll (734 m). Am Huthaus und dem Stadtpark vorbei und am Rande des Skihangs an der Hohen Reuth verläuft der Weg anschließend wieder aus dem Ort heraus. Nach dem Ortsteil Tannenhaus folgt der Wanderweg dem Kirchsteig durch den Wald bis nach Kottenheide. Dort trifft der wieder auf den eigentlichen Vogtland Panorama Weg (Etappe 9).
Sehenswürdigkeiten entlang der Strecke
- Gopplasgrüner Kreuz, ein Steinkreuz aus der Zeit des Dreißigjährigen Krieges
- Dorfmuseum Erlbach mit einem Doppelstubenblockhaus von 1726
- Schaubrauerei in Erlbach
- Kirche in Erlbach
- DDR-Museum in Wernitzgrün
- Freilichtmuseum Eubabrunn

Abstecher
- Skigebiet Schöneck
- Pfarrkirche St. Georg in Schöneck, Kirche von 1491 mit einer Bärmig-Orgel
- Huthaus in Schöneck, ältestes Gebäude der Stadt
- Zigarren und Heimatmuseum Schöneck

### 9. Etappe: Erlbach/Landesgemeinde – Kottenheide – Klingenthal/Aschberg
| Zusammenfassung Etappe 9 | Zusammenfassung Etappe 9 |
| ------------------------ | ------------------------ |
| Startort:                | Erlbach/Landesgemeinde   |
| Zielort:                 | Klingenthal / Aschberg   |
| Länge:                   | 18 / 26 km               |
| Markierung               | ,                        |

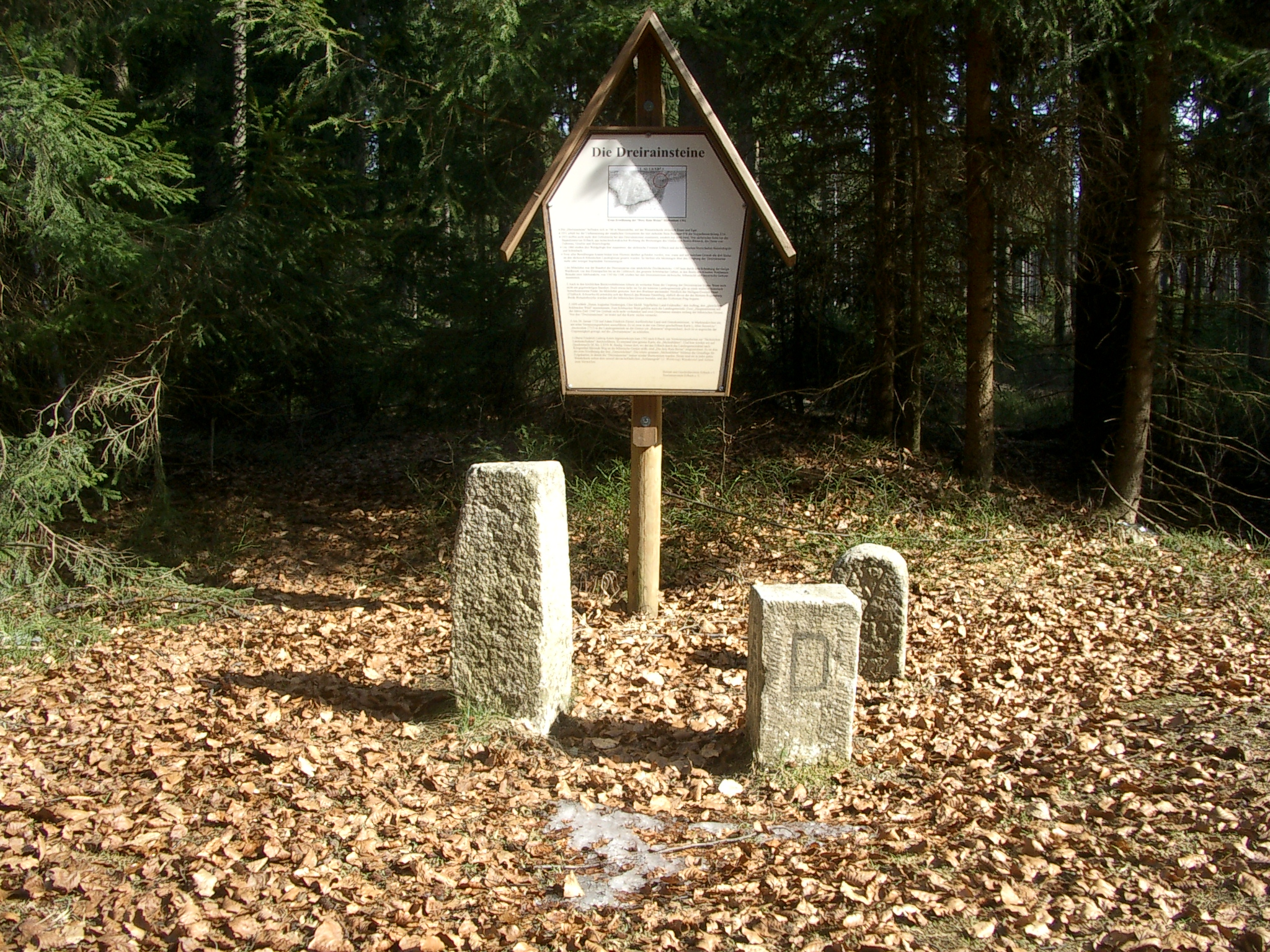
Die Dreirainsteine bei Erlbach

Die neunte Etappe startet in Erlbacher Ortsteil Landesgemeinde und kann auf zwei verschiedenen Wegen bewältigt werden. Zunächst führt der Weg aus dem Tal der Landesgemeinde am Hinteren Floßteich vorbei zu den Dreirainsteinen, einer Stelle, an der drei Bistümer aneinandergrenzten. Von dort verläuft die kürzere Variante auf dem Fernwanderweg Eisenach-Budapest, an der tschechischen Grenze entlang über den Barthelsberg ins Zentrum von Klingenthal. An der Rundkirche „Zum Friedefürsten“ vorbei nähert sich der Weg auf dem Klingenthaler Rundweg der Vogtland Arena, der Skisprunganlage Klingenthals. Weiter dem Rundweg folgend, geht es durch den Ortsteil Brunndöbra, wo die Bundesstraße 283 überquert wird zu einem Arboretum. Über den Mittelberg (675 m) führt der Weg bis zum Sportplatz im Ortsteil Sachsenberg-Georgenthal und dann entweder steil bergauf über die Himmelsleiter  zum Aschberg (936 m) oder auf dem Zwitterweg, an der Radiumquelle am Hirschenstein und der ehemaligen Aschbergschanze vorbei zum Unteren Floßteich. Man umrundet den Scheibenberg (864 m)  und kommt auf einem etwas flacheren Weg zum Aschberg und hat damit den höchsten Punkt des Vogtland Panorama Wegs erreicht.
Die längere Variante des Weges führt von den Dreirainsteinen zur Wegespinne, einer Stelle, an der der Fernwanderweg Eisenach-Budapest, der Wanderweg der Deutschen Einheit und der Vogtlandweg aufeinander treffen. Letzterem folgt der Vogtland Panorama Weg ins Hüttenbachtal und ins Ortszentrum von Zwota. Hier beginnt der Anstieg über den Herrenberg (691 m) und den Hirschberg (739 m) nach Kottenheide, wo der Weg auf den Abstecher der 8. Etappe nach Schöneck trifft. Eine Forststraße führt über eine Höhe von 808 Metern schließlich wieder zur Vogtland Arena, von wo aus der Weg der ersten Variante weiter zum Aschberg folgt.
Sehenswürdigkeiten entlang der Strecke
- Dreirainsteine, Grenzsteine zur Markierung der Grenze der ehemaligen Bistümer Naumburg, Prag, und Regensburg
- Rundkirche „Zum Friedefürsten“ in Klingenthal, größte Rundkirche Sachsens nach der Dresdner Frauenkirche
- Vogtland Arena, Skisprungschanze
- Musik- und Wintersportmuseum Klingenthal
- Akkordeon-Schaumanufaktur in Klingenthal
- Skigebiet Aschberg
- Harmonikamuseum Zwota
- Aussichtsturm auf dem Aschberg

### 10. Etappe: Klingenthal/Aschberg – Morgenröthe-Rautenkranz – Vogelsgrün
| Zusammenfassung Etappe 10 | Zusammenfassung Etappe 10 |
| ------------------------- | ------------------------- |
| Startort:                 | Klingenthal / Aschberg    |
| Zielort:                  | Vogelsgrün                |
| Länge:                    | 18 km                     |
| Markierung                | ,                         |

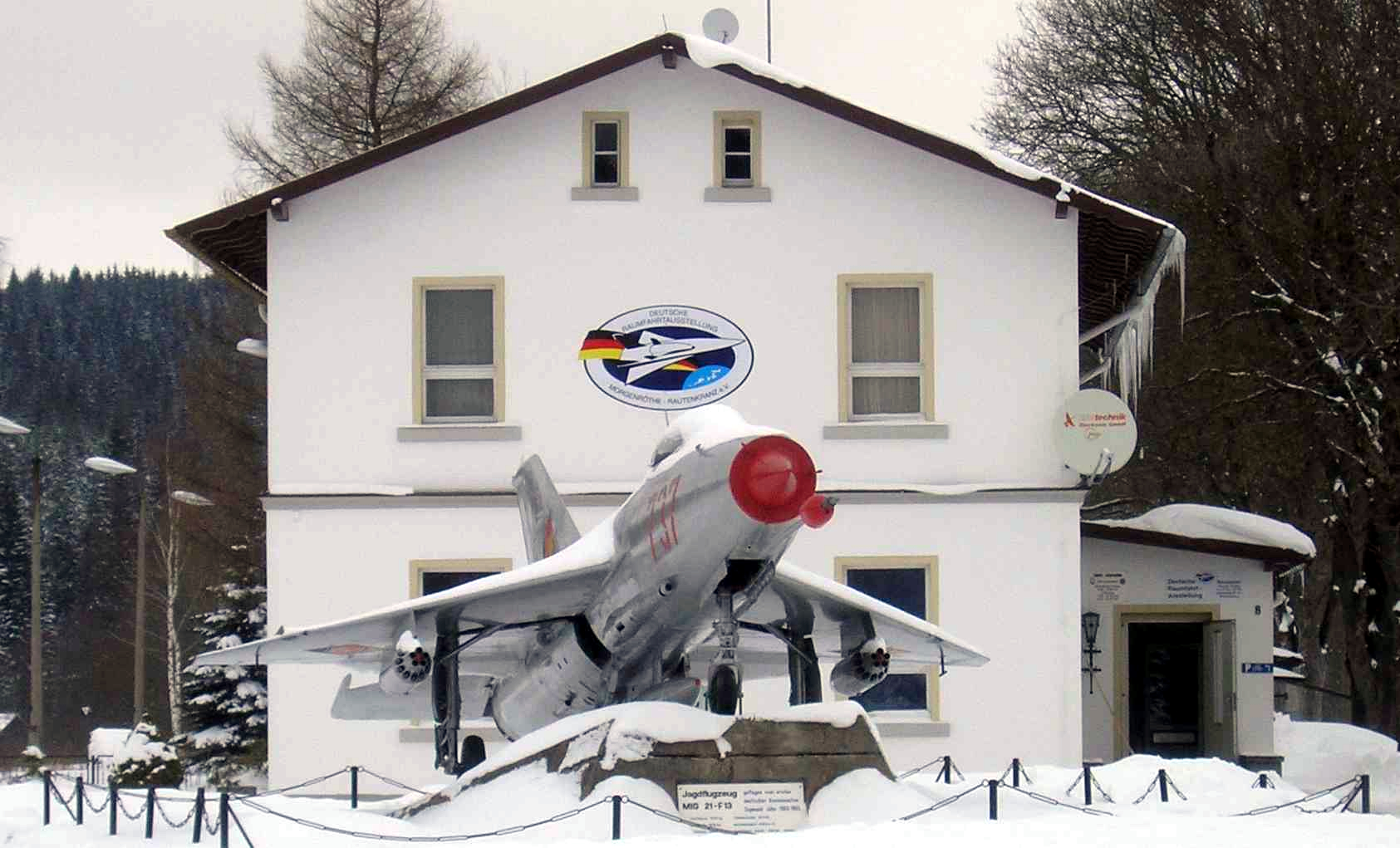
Die von Sigmund Jähn geflogene MiG-21F-13 vor der Deutschen Raumfahrtausstellung

Die zehnte Etappe beginnt am höchsten Punkt des Vogtland Panorama Wegs, am Aussichtsturm auf dem Aschberg bei Klingenthal. Der Vogtland Panorama Weg folgt dem Fernwanderweg Eisenach-Budapest, erst entlang der tschechischen Grenze und dann dem Kammweg entlang, vorbei an der Kammhütte.  Auf Höhe der Ortschaft Mühlleithen zweigt der Fernwanderweg E3 ab, auf dem sich ein Abstecher zum Schneckenstein, zum Besucherbergwerk Tannenberg und zum Deutsch-Böhmischen Mineralienzentrum anbietet.
Der Panoramaweg führt auf der Obersachsenberger Straße, über die Königshöhe (891 m), vorbei am Rotsudel und am Rundteil zum Zeughaus. Dort biegt der Weg ab und führt auf dem Wiesbachweg zur Zwickauer Mulde und nach Morgenröthe-Rautenkranz. Nach Durchquerung des Ortszentrums und Überquerung der Mulde verläuft der Wanderweg durch den Wald, am Jungfernsprung vorbei nach Grünheide in den Waldpark. Dort schlägt der Weg einen Haken und führt schließlich durch das Zinsbachtal, am Großen Hirschteich vorbei nach Bad Reiboldsgrün und das letzte Stück nach Vogelsgrün zum Eulenberg mit einem Windrad.
Sehenswürdigkeiten entlang der Strecke
- Aussichtsturm auf dem Aschberg
- Naturerlebnisgarten am Aschberg
- Deutsche Raumfahrtausstellung in Morgenröthe-Rautenkranz
- Heimatstube in Morgenröthe-Rautenkranz
- Neoklassizistische Pfarrkirche von 1842 in Morgenröthe-Rautenkranz
- Erholungszentrum Waldpark Grünheide
- Carlsturm in Bad Reiboldsgrün

### 11. Etappe: Vogelsgrün – Lengenfeld
| Zusammenfassung Etappe 11 | Zusammenfassung Etappe 11 |
| ------------------------- | ------------------------- |
| Startort:                 | Vogelsgrün                |
| Zielort:                  | Lengenfeld                |
| Länge:                    | 26 km                     |
| Markierung                | ,                         |

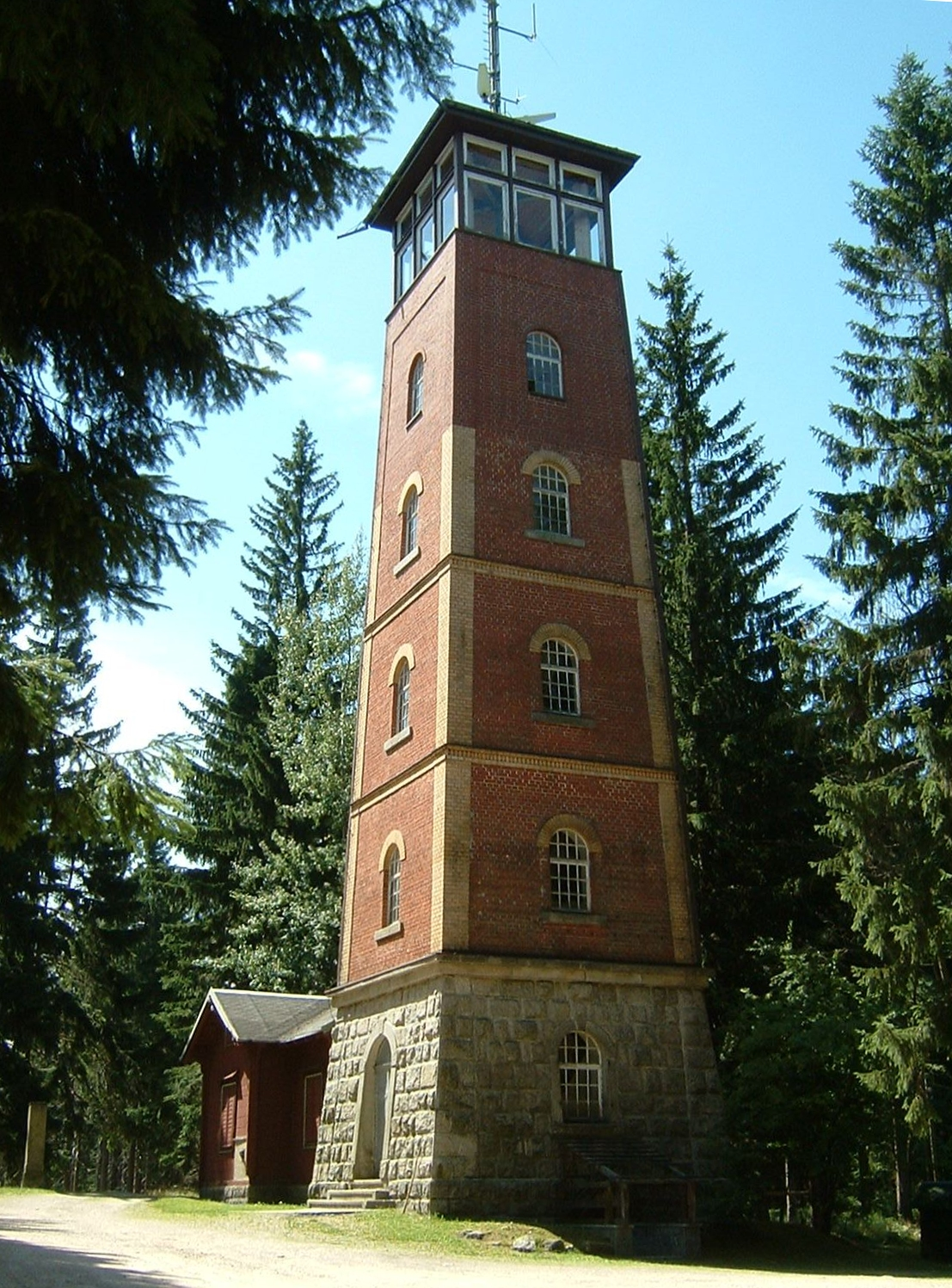
Der Prinz-Georg-Turm auf dem Kuhberg

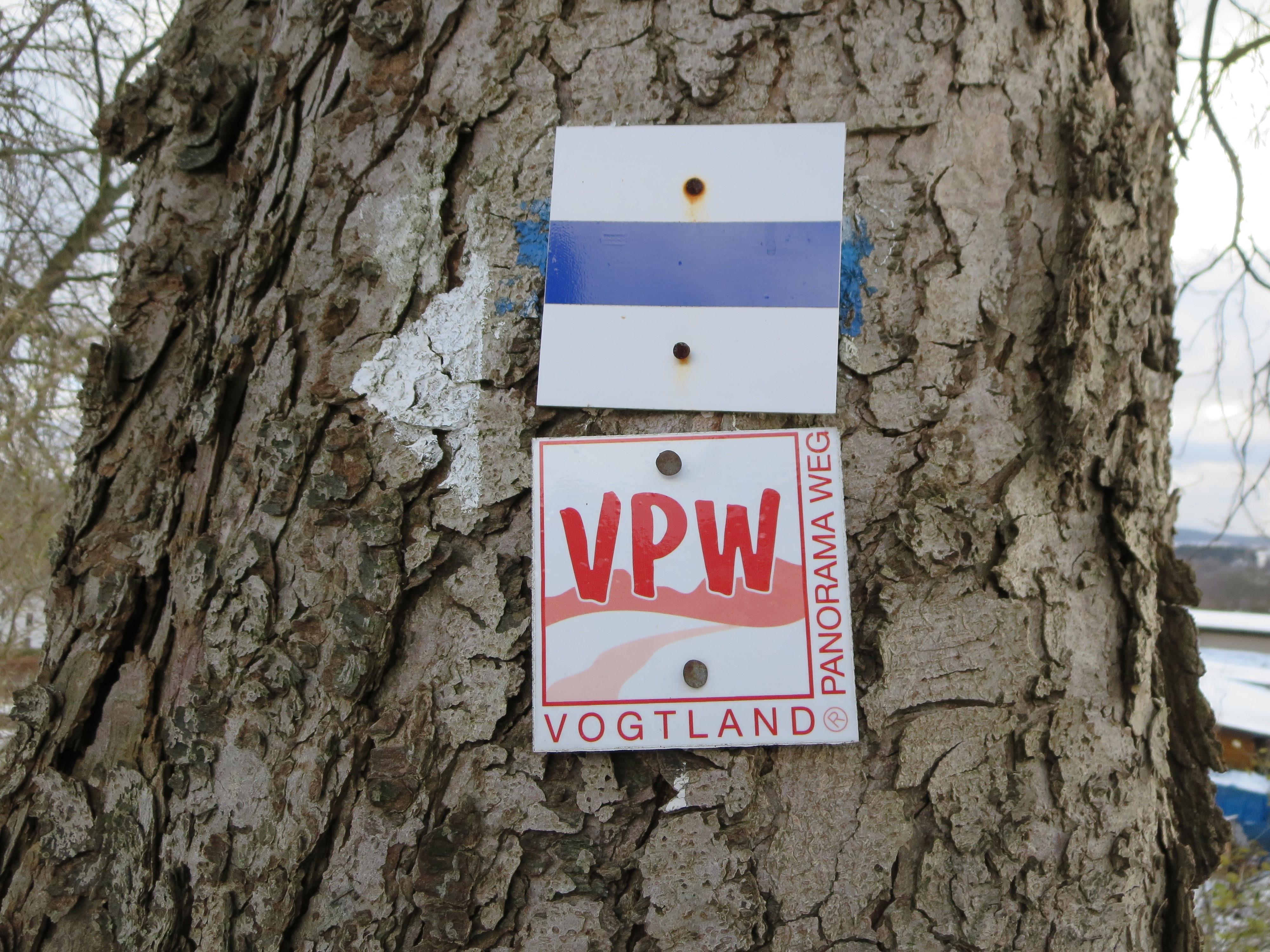
Markierung am Bahnhof Rodewisch

Die vorletzte Etappe beginnt am Windrad in Vogelsgrün und führt zunächst auf den Laubberg (767 m) bei Schnarrtanne. Dort macht der Weg eine scharfe Biegung und verläuft durch den Wald, am Stausee Schönheide vorbei, an den Rand von Schönheide im Erzgebirgskreis. Der Vogtland Panorama Weg lässt den Ort rechts liegen und führt bergauf zum Kuhberg (795 m) mit dem Prinz-Georg-Turm. Von dort geht es auf dem Fernwanderweg Erzgebirge-Vogtland  nach Wernesgrün. Im Ortskern beschreibt der Weg fast eine 90°-Biegung und nähert sich wieder Schnarrtanne. Kurz vor dem Ort biegt der Weg an den Hahnenhäusern wieder scharf ab und folgt dem Hauptweg Görlitz-Greiz in Richtung Auerbach. Noch vor der Stadt biegt der Wanderweg erneut ab und führt an der Lenkmühle vorbei nach Rodewisch. Der Weg durchquert die Stadt, führt an der Schlossinsel vorbei und kurz parallel zur Bahn, ehe er die Bahnstrecke überquert und zur Schanzenbaude führt. Von dort folgt der Weg dem Schießhaus-Weg und führt nach Lengenfeld. Der eigentliche Vogtland Panorama Weg umgeht Lengenfeld allerdings und führt über Eich und die Eichhäuser in den Treuener Wald.
Sehenswürdigkeiten entlang der Strecke
- Bürsten- und Heimatmuseum Schönheide
- Museumsbahn von Schönheide nach Stützengrün
- Prinz-Georg-Turm auf dem Kuhberg
- Brauerei Wernesgrün
- Museum Göltzsch auf der Schlossinsel Rodewisch
- Sternwarte und Planetarium in Rodewisch
- Klopfermühle in Lengenfeld
- Erlebnispark Plohn bei Lengenfeld
- Feuerwehrmuseum Lengenfeld

### 12. Etappe: Lengenfeld – Göltzschtalbrücke
| Zusammenfassung Etappe 12 | Zusammenfassung Etappe 12 |
| ------------------------- | ------------------------- |
| Startort:                 | Lengenfeld                |
| Zielort:                  | Göltzschtalbrücke         |
| Länge:                    | 17 km                     |
| Markierung                | ,                         |

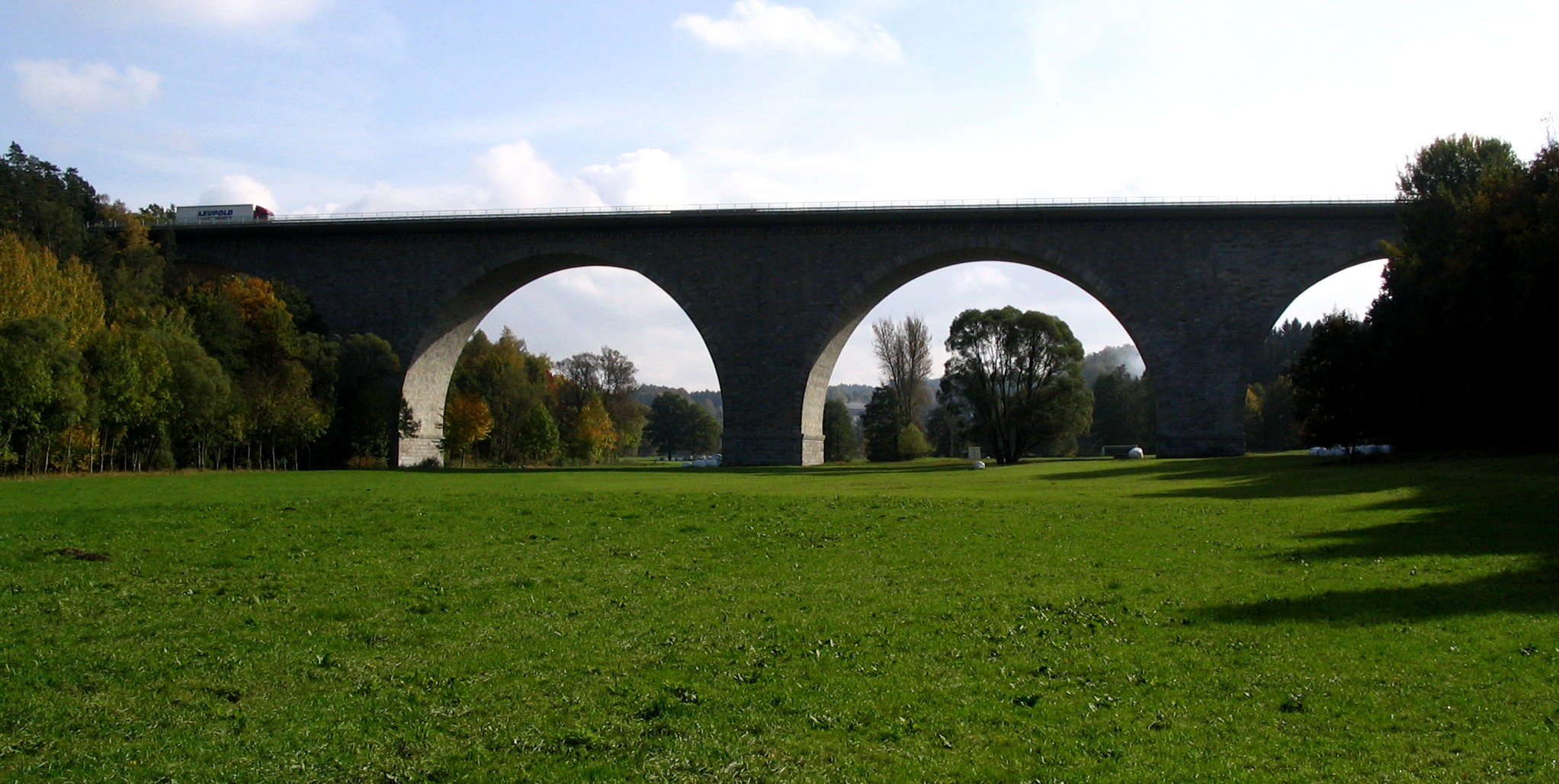
Die Autobahnbrücke bei Weißensand

Aus Lengenfeld führt der Weg über den Aussichtspunkt Pilz (471 m) in den Treuener Wald und trifft dort auf den eigentlichen Vogtland Panorama Weg. Dieser verläuft durch den Wald zum Perlaser Turm auf der Wilhelmshöhe in der Nähe von Perlas. Am Waldrand biegt der Weg nach Norden ab und führt über den Lohberg (451 m), an einer markanten Kiefer vorbei, nach Weißensand. Im Ortskern wendet sich der Weg Richtung Autobahnbrücke und unterquert diese schließlich. Im Göltzschtal verläuft der Weg vorbei am Jägerhaus und der Bühnaumühle nach Mühlwand. Der Weg verlässt das Göltzschtal und führt auf einem Höhenrücken nach Lambzig und zur Burg in Mylau. Von dort führt der Weg entweder im Tal oder über Obermylau auf einem Höhenweg zurück zum Startpunkt, der Göltzschtalbrücke.
Von Mylau aus sind Abstecher nach Netzschkau und Reichenbach möglich.
Sehenswürdigkeiten entlang der Strecke
- Sehenswürdigkeiten in Lengenfeld (siehe Etappe 11)
- Perlaser Turm
- Überdachte Holzbrücke und Autobahnbrücke in Weißensand
- Geologisches Denkmal „Liegende Falte“ bei Mühlwand
- Alaunbergwerg in Mühlwand
- Burg Mylau
- Stadtkirche Mylau, Backstein-Kirche mit Silbermannorgel
- Göltzschtalbrücke
- Ketzels Mühle an der Göltzschtalbrücke

Abstecher
- Trinitatis-Kirche in Reichenbach
- St.-Peter-und-Paul-Kirche in Reichenbach
- Gelände der 5. sächsischen Landesgartenschau in Reichenbach
- Neuberinmuseum in Reichenbach
- Schloss Netzschkau

## Markierung

Logo des „Qualitätsweges Wanderbares Deutschland“

Zur Markierung des Vogtland Panorama Weges werden zum größten Teil vorhandene Markierungen anderer Wanderwege genutzt. So wird als „Kernweg“ der, in Teilen schon vor über 100 Jahren angelegte, Vogtland-Weg angesehen, der mit einem blauen Strich auf weißem Grund gekennzeichnet ist. Der Vogtland Panorama Weg folgt außerdem in Teilstücken dem Bergwanderweg Eisenach-Budapest, markiert durch einen roten Strich auf weißem Grund und dem Fernwanderweg E3, markiert mit einem blauen „E3“ auf weißem Grund. Örtliche und regionale Wanderwege mit gelbem bzw. grünem Strich auf weißem Grund als Kennzeichnung vervollständigen den Vogtland Panorama Weg. Besonders an Abzweigen oder bei Markierungswechseln ist zusätzlich das Wegzeichen des Vogtland Panorama Weges, die Buchstaben „VPW“ in rot auf weißem Grund angebracht.